# Roy Salvadori
Roy Salvadori (Essex, Inglaterra, 12 de mayo de 1922, Dovercourt-3 de junio de 2012) fue un piloto de automovilismo británico.
Participó en 48 Grandes Premios de Fórmula 1, consiguió dos podios y 19 puntos en el campeonato.
Ganó las 24 Horas de Le Mans en 1959, conduciendo un Aston Martin DBR1/300 del equipo de David Brown (oficial) compartido con Carroll Shelby.

## Resultados

### Fórmula 1
(Clave) (negrita indica pole position) (cursiva indica vuelta rápida)

| Año  | Escudería                   | 1       | 2       | 3       | 4       | 5       | 6       | 7       | 8       | 9       | 10    | 11    | Pos. | Puntos |
| ---- | --------------------------- | ------- | ------- | ------- | ------- | ------- | ------- | ------- | ------- | ------- | ----- | ----- | ---- | ------ |
| 1952 | G. Caprara                  | SUI     | 500     | BEL     | FRA     | GBR 8   | GER     | NED     | ITA     |         |       |       | NC   | 0      |
| 1953 | Connaught Engineering       | ARG     | 500     | NED Ret | BEL     | FRA Ret | GBR Ret | GER Ret | SUI     | ITA Ret |       |       | NC   | 0      |
| 1954 | Gilby Engineering           | ARG     | 500     | BEL     | FRA Ret | GBR Ret | GER     | SUI DNP | ITA     | ESP     |       |       | NC   | 0      |
| 1955 | Gilby Engineering           | ARG     | MON     | 500     | BEL     | NED     | GBR Ret | ITA     |         |         |       |       | NC   | 0      |
| 1956 | Gilby Engineering           | ARG     | MON     | 500     | BEL     | FRA     | GBR Ret | GER Ret | ITA 11  |         |       |       | NC   | 0      |
| 1957 | Owen Racing Organisation    | ARG     | MON DNQ | 500     |         |         |         |         |         |         |       |       | 19.º | 2      |
| 1957 | Vandervell Products Ltd.    |         |         |         | FRA Ret |         |         |         |         |         |       |       | 19.º | 2      |
| 1957 | Cooper Car Company          |         |         |         |         | GBR 5   | GER Ret | PES Ret | ITA     |         |       |       | 19.º | 2      |
| 1958 | Cooper Car Company          | ARG     | MON Ret | NED 4   | 500     | BEL 8   | FRA 11  | GBR 3   | GER 2   | POR 9   | ITA 5 | MOR 7 | 4.º  | 15     |
| 1959 | High Efficiency Motors      | MON 6   | 500     |         | FRA Ret |         |         |         |         | USA Ret |       |       | NC   | 0      |
| 1959 | David Brown Corporation     |         |         | NED Ret |         | GBR 6   | GER     | POR 6   | ITA Ret |         |       |       | NC   | 0      |
| 1960 | High Efficiency Motors      | ARG     | MON Ret | 500     |         |         |         |         |         |         | USA 8 |       | NC   | 0      |
| 1960 | David Brown Corporation     |         |         |         | NED DNS | BEL     | FRA     |         |         |         |       |       | NC   | 0      |
| 1960 | David Brown Corporation     |         |         |         |         |         |         | GBR Ret | POR     | ITA     |       |       | NC   | 0      |
| 1961 | Yeoman Credit Racing Team   | MON     | NED     | BEL     | FRA 8   | GBR 6   | GER 10  | ITA 6   | USA Ret |         |       |       | 17.º | 2      |
| 1962 | Bowmaker-Yeoman Racing Team | NED Ret | MON Ret | BEL     | FRA Ret | GBR Ret | GER Ret | ITA Ret | USA DNS | RSA Ret |       |       | NC   | 0      |